# Amodiakvin
Amodiakvin (Camoquin, Flavoquine) je 4-aminohinolinsko jedinjenje koje je srodno sa hlorohinom. Koristi se kao antimalarijski i antiinflamatorni agens.
Amodiakvin je efektivniji od hlorohina u tretiranju infekcija CRPF (hlorohin-rezistantne Plasmodium falciparum) malarije i može da pruži veću zaštitu od hlorohina kad se koristi u obliku nedeljnih profilaksi. Amodiakvin, poput hlorohina, je generalno dobro tolerisan. Mada je licenciran ovaj lek nije u prodaji u Sjedinjenim Državama, ali je široko dostupan u Africi. Njegova upotreba je stoga verovatno praktičnija za dugotrajne posetioce i osobe koje borave u Africi.
Amodiakvin je inhibitor histaminske N-metiltransferaze.